# Tiếng Gọi Công Dân
 (janvier 2022).
La mise en forme du texte ne suit pas les recommandations de Wikipédia : il faut le « wikifier ».
Les points d'amélioration suivants sont les cas les plus fréquents. Le détail des points à revoir est peut-être précisé sur la page de discussion.
- Les titres sont pré-formatés par le logiciel. Ils ne sont ni en capitales, ni en gras.
- Le texte ne doit pas être écrit en capitales (les noms de famille non plus), ni en gras, ni en italique, ni en « petit »…
- Le gras n'est utilisé que pour surligner le titre de l'article dans l'introduction, une seule fois.
- L'italique est rarement utilisé : mots en langue étrangère, titres d'œuvres, noms de bateaux, etc.
- Les citations ne sont pas en italique mais en corps de texte normal. Elles sont entourées par des guillemets français : « et ».
- Les listes à puces sont à éviter, des paragraphes rédigés étant largement préférés. Les tableaux sont à réserver à la présentation de données structurées (résultats, etc.).
- Les appels de note de bas de page (petits chiffres en exposant, introduits par l'outil «  Source ») sont à placer entre la fin de phrase et le point final[comme ça].
- Les liens internes (vers d'autres articles de Wikipédia) sont à choisir avec parcimonie. Créez des liens vers des articles approfondissant le sujet. Les termes génériques sans rapport avec le sujet sont à éviter, ainsi que les répétitions de liens vers un même terme.
- Les liens externes sont à placer uniquement dans une section « Liens externes », à la fin de l'article. Ces liens sont à choisir avec parcimonie suivant les règles définies. Si un lien sert de source à l'article, son insertion dans le texte est à faire par les notes de bas de page.
- La présentation des références doit suivre les conventions bibliographiques. Il est recommandé d'utiliser les modèles {{Ouvrage}}, {{Chapitre}}, {{Article}}, {{Lien web}} et/ou {{Bibliographie}}. Le mode d'édition visuel peut mettre en forme automatiquement les références.
- Insérer une infobox (cadre d'informations à droite) n'est pas obligatoire pour parachever la mise en page.

Pour une aide détaillée, merci de consulter Aide:Wikification.
Si vous pensez que ces points ont été résolus, vous pouvez retirer ce bandeau et améliorer la mise en forme d'un autre article.
 (janvier 2022).
Si vous disposez d'ouvrages ou d'articles de référence ou si vous connaissez des sites web de qualité traitant du thème abordé ici, merci de compléter l'article en donnant les références utiles à sa vérifiabilité et en les liant à la section « Notes et références ».
Thanh Niên Hành Khúc ([tʰan niəŋ hân kúk], « Marche des jeunes »), plus tard connue sous le nom d'Appel aux citoyens (vietnamien : Tiếng Gọi Công Dân), et à l'origine la Marche des étudiants (vietnamien : Sinh Viên Hành Khúc, en français : « La Marche des Étudiants », était l'hymne national de l'État du Vietnam de 1948 à 1955 et de la République du Vietnam de 1955 à 1975.
La chanson est toujours utilisée par les expatriés vietnamiens vivant aux États-Unis et d'autres pays où des réfugiés sud-vietnamiens résident après 1975, comme l'hymne national du Vietnam libre. 

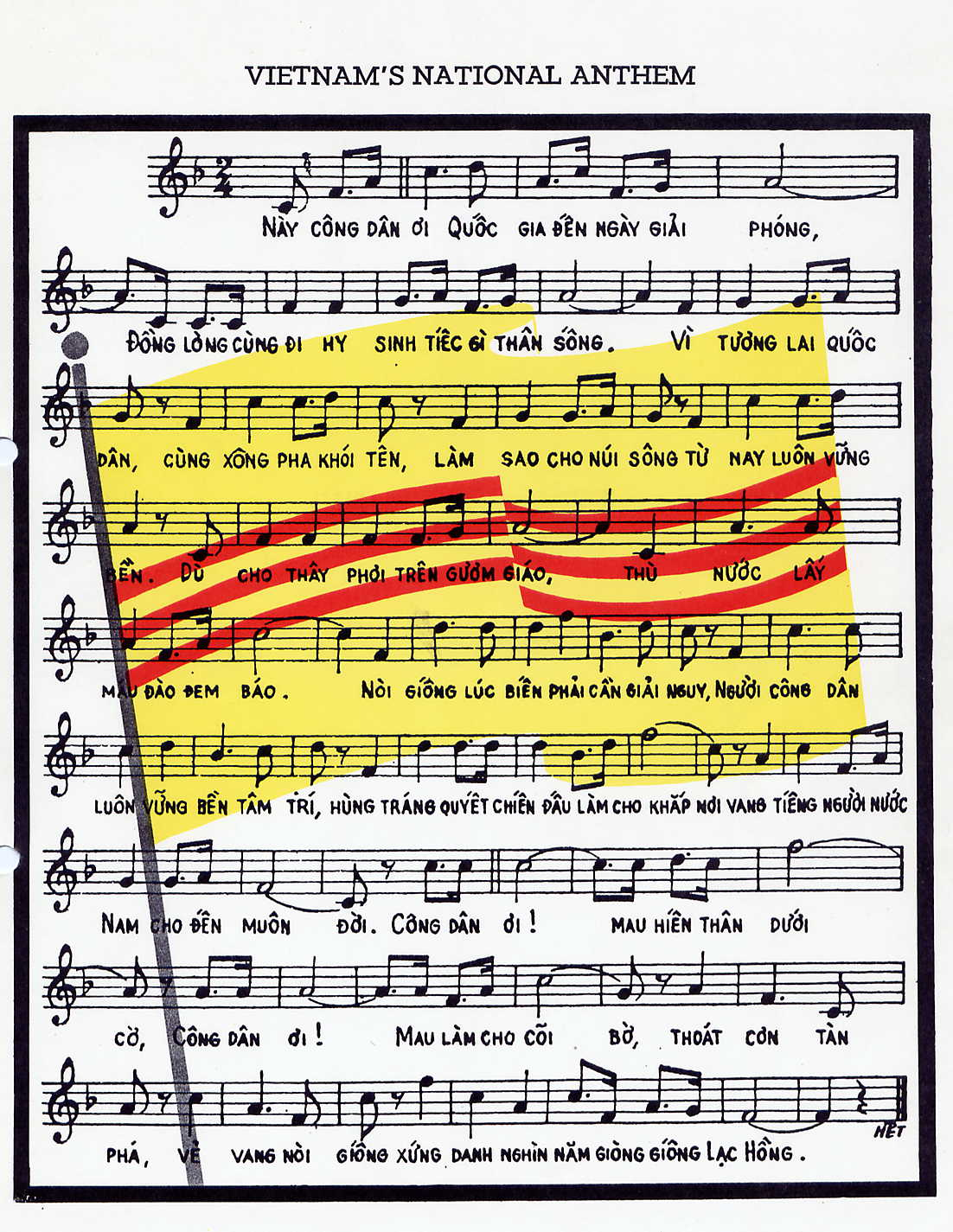
Hymne national de la République du Vietnam / État du Viêt Nam

## Histoire
L'hymne s'appelait à l'origine La Marche des Étudiants (Marche des étudiants), composé par Lưu Hữu Phước et écrit par Mai Văn Bộ à la fin de 1939. Il a été adopté pour la première fois par un club étudiant. En 1941, il devint l'hymne de l'Association générale des étudiants d'Indochine, Phước renomma l'hymne Tiếng Gọi Thanh Niên (« Appel aux jeunes »), les paroles furent réécrites en vietnamien et divisées en trois couplets.
Le premier couplet a été écrit par Lưu Hữu Phước et Mai Văn Bộ en 1941, et diffusé secrètement[pourquoi ?] jusqu'en 1945.
Le deuxième couplet (Tiếng Gọi Sinh Viên, Appel aux étudiants) a été écrit par Lê Khắc Thiều et Đặng Ngọc Tốt fin 1941, et publié en 1943.
Le troisième couplet a été écrit par Hoàng Mai Lưu le 4 avril 1945 et publié avant la Révolution d'août. En 1945, il devint l'hymne des Vanguard Youth[Qui ?], les paroles furent légèrement modifiées et furent connues sous le nom de « Tiếng Gọi Thanh Niên » ou « Thanh Hiên Hành Khúc ».
En 1948, le gouvernement central provisoire du Vietnam a adopté la chanson comme l'hymne national. Son titre a ensuite été changé à « Tiếng Gọi Công Dân » (« Appel aux citoyens ») ou « Công Dân Hành Khúc » (« Marche des citoyens »), et est devenue l'hymne national officiel du Sud-Vietnam.

### Thanh Niên Hành Khúc (1948–1956)

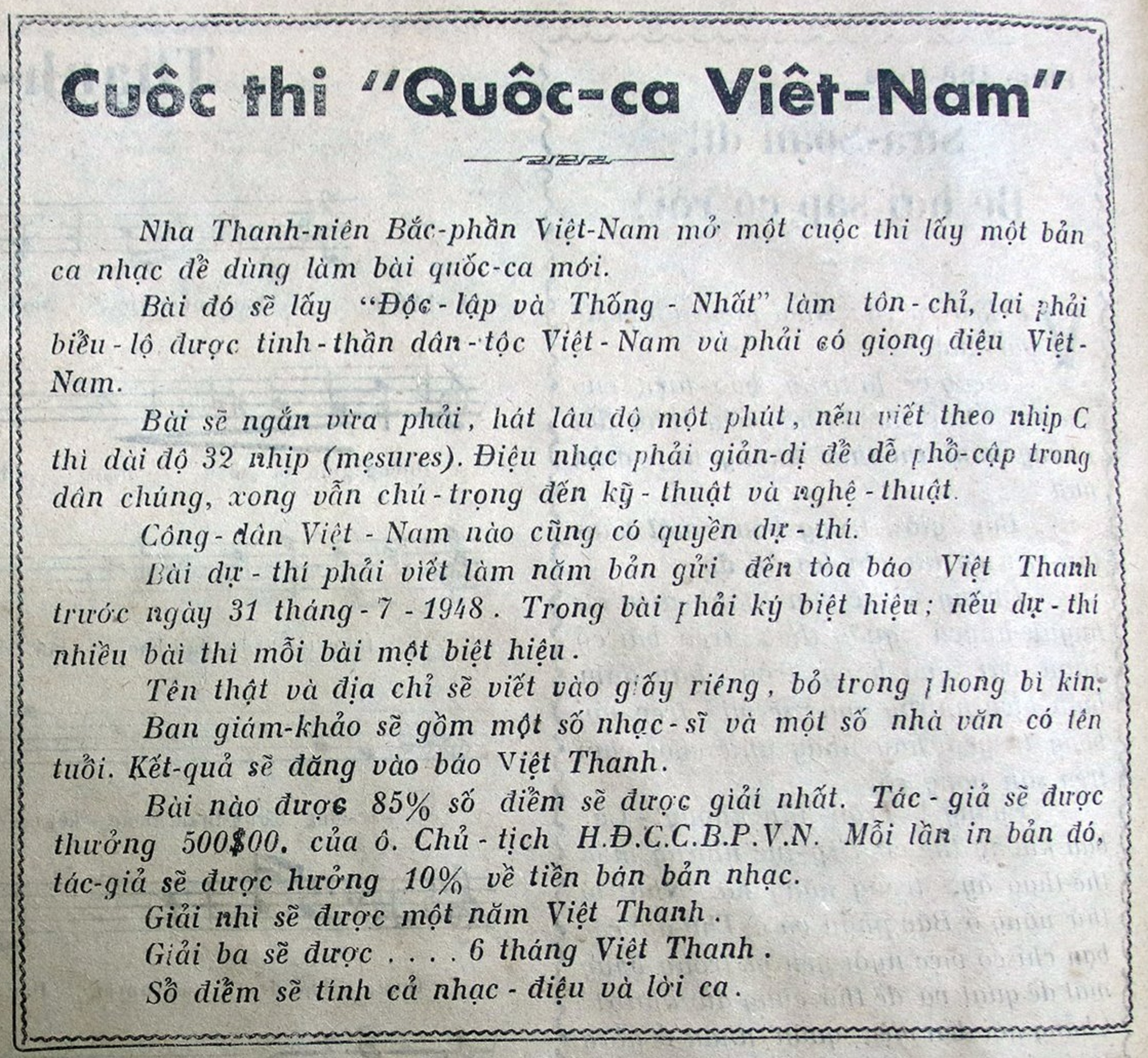
Le concours «Hymne national du Vietnam» 1948

« Thanh niên Hành Khúc » a été adopté pour la première fois comme l'hymne national par le gouvernement central provisoire du Vietnam (pré-gouvernement de l'État du Vietnam de 1948 à 1949) le 14 juin 1948. Il est ensuite devenu l'hymne national de l'État du Vietnam. (1949-1955) et la République du Vietnam (1955-1975). Les paroles de « Thanh Niên Hành Khúc » ont été révisées par l'ancien président Ngo Dinh Diem en 1956.

### Tiếng Gọi Công Dân (1956–1975)
« Tiếng Gọi Công Dân » a été utilisé comme troisième et dernier hymne national officiel du Sud-Vietnam à partir de 1956.

### Héritage (1975–présent)
Après la prise de contrôle du Sud par les communistes, des millions de personnes ont fui le pays pour se réfugier à l'étranger. Alors que la grande majorité considère toujours l'hymne national comme un trésor sacré qu'il faut respecter et préserver, certains pensent qu'il ne devrait pas continuer à être utilisé, car c'est une œuvre d'un communiste. 

## Paroles

### La Marche des Étudiants -Marche des étudiants(1939)
(Version française)
Étudiants ! Du sol l'appel tenace
Pressant et fort, retenu dans l'espace.
Des côtes d'Annam aux ruines d'Angkor,
À travers les monts, du sud jusqu'au nord,
Une voix monte ravie :
Servir la chère Patrie !
Toujours sans reproche et sans peur
Pour rendre l'avenir meilleur.
La joie, la ferveur, la jeunesse
Sont pleines de fermes promesses.
Refrain
Te servir, chère Indochine,
Avec cœur et discipline,
C'est notre mais, c'est notre loi
Et rien n'ébranle notre foi